# Герб провінції Кастельон
Герб провінції Кастельон - представницький символ Ради Кастельона та його провінції. Він поданий у пересіченому щиті: 
- У першому полі: на синьому тлі замок доньонададо, промовистий знак провінції (такий же, як у міста) на терасі свого кольору.
- У другому полі: чотири смуги Арагону, що символізують приналежність володіння до Корони Арагону, точніше до Королівства Валенсія.
- Вінець: відкрита королівська корона.

Герб був затверджений Валенсійським генералітатом у 1997 році. 